# Daisuke Amaya
Daisuke Amaya (天谷 大輔, Amaya Daisuke, nascido em 29 de abril de 1977), também conhecido pelo seu  nome artístico Pixel, é um desenvolvedor de jogos indie japonês. Ele é conhecido por ter desenvolvido Cave Story (洞窟物語, Dōkutsu Monogatari), que foi posteriormente refeito em múltiplas versões.

## Jogos
Seu trabalho mais popular, Cave Story, é um jogo de plataforma para PC gratuito, lançado em 2004, criado inteiramente por ele mesmo durante um período de cinco anos. O jogo recebeu muitos elogios da crítica e em julho de 2006 apareceu no topo da lista do Super PLAY dos 50 melhores jogos freeware de todos os tempos.
Outras obras de Amaya incluem o jogo Ikachan, que ele lançou em 2000, além de muitos outros jogos menos conhecidos. Seus projetos atuais, se existirem, são desconhecidos. Antes de trabalhar em Kero Blaster, ele estava trabalhando em um jogo intitulado "Rockfish", que deveria terminar em algum momento de 2012. O projeto foi colocado em hiato indefinido e supostamente foi cancelado. Amaya foi creditado com o conceito da história NightSky de  Nicklas Nygren. Em maio de 2014, Amaya lançou o Kero Blaster, um jogo de tiro com plataforma de rolagem lateral. Este jogo foi a sua primeira grande obra Amaya desde o lançamento de Cave Story. Em outubro de 2015, Amaya atualizou Kero Blaster, sob o nome modo Kero Blaster ZANGYOU, apresentando uma nova história, níveis e dificuldade maior.

## Software de áudio
Amaya criou vários softwares de composição de áudio e música. Todo o seu software de composição musical usa uma interface de edição com piano roll.
Org Maker é o software usado para criar música para o formato leve .org, usado no Cave Story.
Ele está continuamente desenvolvendo o sucessor do Org Maker, o pacote de edição de áudio freeware PxTone. Os usuários podem criar suas próprias amostras de áudio e compor músicas usando o PxTone Collage.

## Ludografia
- Ikachan (2000)
  - Ikachan 3DS (2013)
- Azarashi (2001)
  - Azarashi iOS (2012)
- Glasses (Megane) (2003)
- Cave Story (2004)
  - Cave Story+ (2011)
  - Cave Story 3D (2011)
- Guxt (2007)
- NightSky (2011) - story
- Pink Hour (2014)
- Kero Blaster (2014)
- Pink Heaven (2015)